# تورفتگی قاعده جمجمه
تورفتگی قاعده جمجمه (انگلیسی: Basilar invagination) نوعی تورفتگی (درهم‌رفتگی) قاعده جمجمه است و زمانی رخ می‌دهد که بخش بالایی مهره آسه به سمت بالا (کف جمجمه) حرکت و پیشرفت می‌کند. این موضوع ممکن است سبب تنگ شدن سوراخ بزرگ پس‌سری (همان سوراخی که طناب نخاعی از آن عبور می‌کند) وهمچنین سبب فشار بر ساقه مغز گردد. این ناهنجاری بسیار شبیه به ناهنجاری کیاری است با این تقاوت که ناهنجاری کیاری از بدو تولد وجود دارد.

## برخی علائم و نشانه‌ها
- درد در پشت سر
- احساس ضعف در گردن
- دوره‌های کنفوزیون
- اشکال در بلع یا اختلال تکلم (به سبب از دست دادن کنترل ماهیچه‌های آن ناحیه)
- سرگیجه
- از دست رفتن حس لامسه
- اختلال در عملکرد اعصاب مغزی
- از دست دادن درک حس عمقی مفاصل
- علامت لرمیت
- ضعف بازوها و پاها
- افت فشار خون وضعیتی
- وقتی بیماران داخل آب می‌شوند (مثلا در استخر) متوجه می‌شوند که آب در پائین ناف‌شان، به اندازه بالای ناف سرد نیست. (سرما در پائین ناف کمتر احساس می‌شود).

### عوارض احتمالی
- هیدروسفالی
- افزایش فشار درون مغز بدون علت مشخص
- سیرنگومیلی

## علت بروز بیماری
تورفتگی قاعده جمجمه ممکن است از بدو تولد وجود داشته باشد. اگر این بیماری پس از تولد ایجاد شود، معمولاً نتیجه یک آسیب یا بیماری است. اگر به دلیل آسیب باشد، حدود نیمی از مواردش ناشی از تصادفات با وسایل نقلیه یا دوچرخه است. ۲۵ درصد از مواقع ناشی از سقوط از ارتفاع و ۱۰ درصد هم مربوط با فعالیت‌های تفریحی مانند سوانح غواصی است.
تورفتگی قاعده جمجمه همچنین در بیماران مبتلا به مشکلات استخوانی مانند نرم‌استخوانی، روماتیسم مفصلی، بیماری پاژه، نشانگان اهلرز-دنلوس، نشانگان مارفان و اختلال استخوان‌زایی هم رخ می‌دهد.

## تشخیص
پزشک تشخیص خود را بر اساس علائمی که بیمار دارد و روش‌های تشخیصی زیر ارائه می‌کند:
- پرتو ایکس
- تصویربرداری پرتو مغناطیسی (روش ارجح)
- سی‌تی اسکن[۲]

## درمان
اگر علائم و نشانه‌های عصبی وجود نداشته باشد (مانند اشکال در حرکت، از دست دادن لامسه، کنفوزیون و غیره) و شواهدی از فشار روی نخاع نیز وجود نداشته باشد، می‌توان رویکردی محافظه کارانه در درمان این بیمارا پیش گرفت مانند:
- برخی داروها همچون استیل‌سالیسیلیک اسید (بدون تجویز کورتون)
- کشش مهره‌های گردن که طی آن، گردن در محور طولی خود کشیده می‌شود و در نتیجه فشار روی طناب نخاعی کاهش می‌یابد.
- استفاده از محافظ طبی گردن یا وسیلهٔ کششی سینه‌ای-گردنی